# Aussichtsturm Donau am Berg

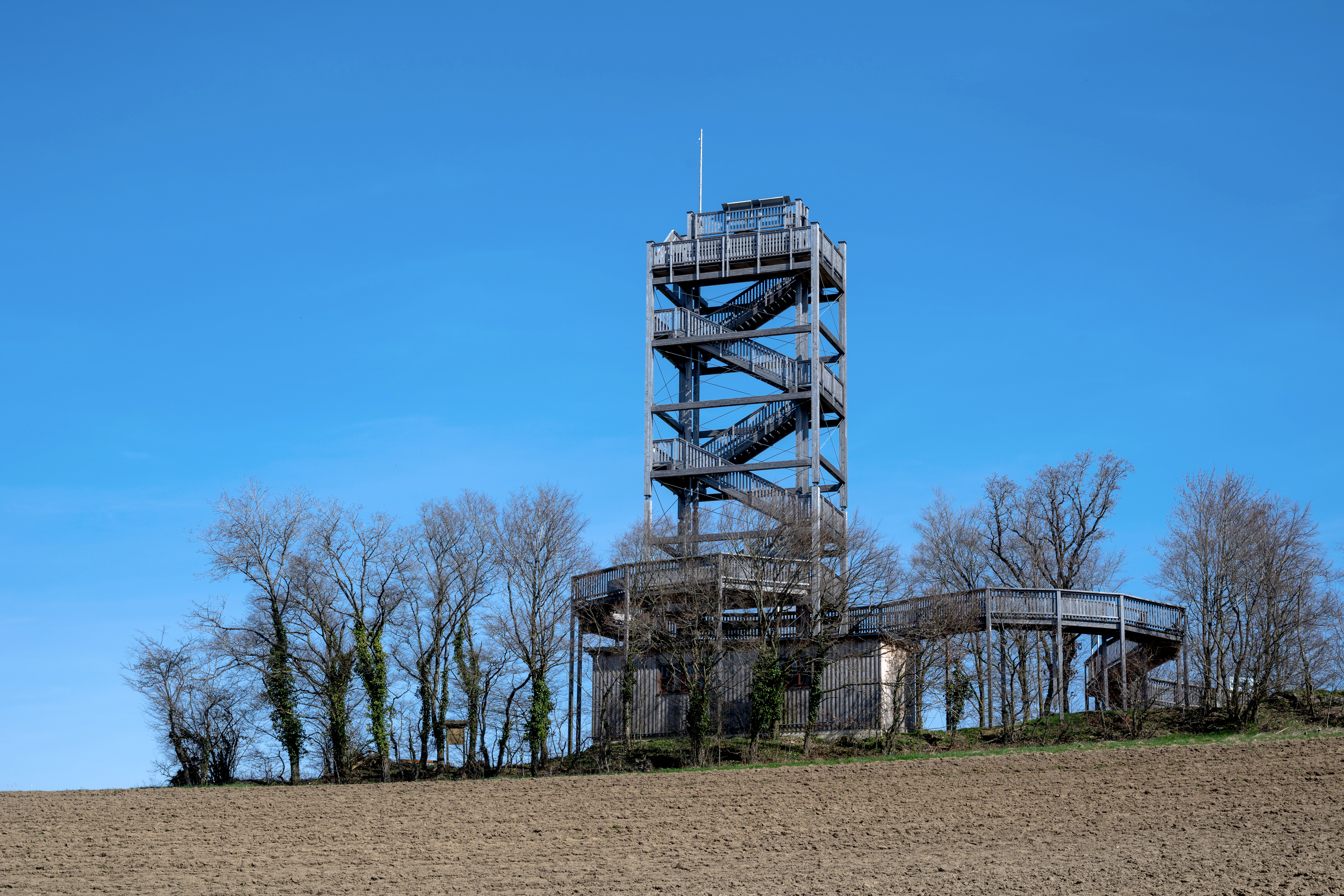
Südliche Ansicht des Aussichtsturms

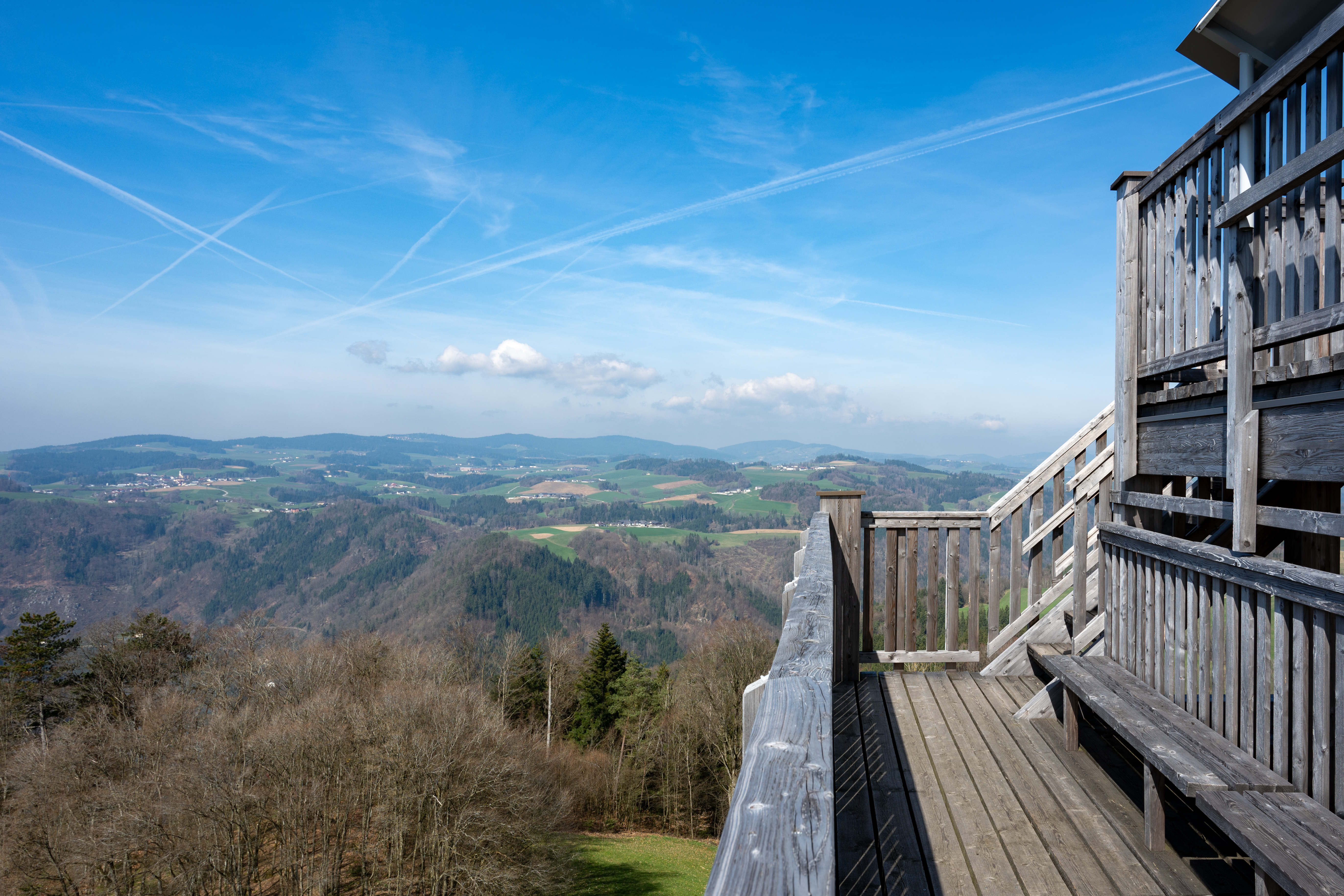
Blick auf den Sauwald

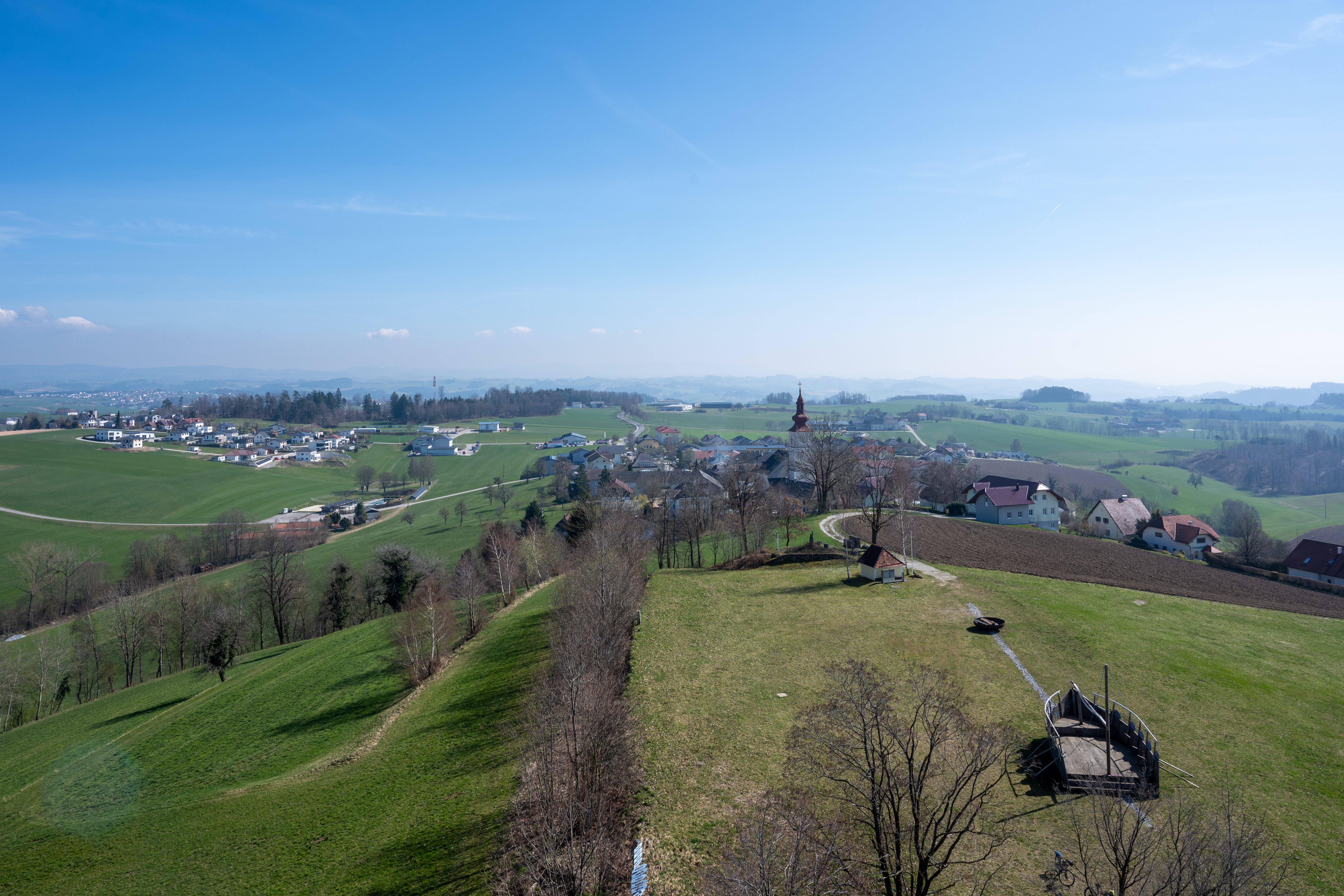
Blick auf Kirchberg ob der Donau

Der Aussichtsturm Donau am Berg ist ein 24 Meter hoher Aussichtsturm auf dem 613 m hohen Burgstall in der Gemeinde Kirchberg ob der Donau.

## Geschichte
Im Jahr 2000 wurde der erste Aussichtsturm auf dem Burgstall errichtet. Der 24 Meter hohe Turm bestand aus einer sechseckigen Holzkonstruktion und einer innenliegenden Wendeltreppe mit 140 Stufen. Binnen drei Monate wurden 80 Festmeter Lärchenrundholz, 20 fm Lärchenkantholz, 140 Laufmeter Gewindestangen und ca. 40.000 Schrauben & Nägel verbaut. Die Baukosten betrugen 1.620.000 Schilling, wovon 680.000 von der EU gefördert wurden.
Im August 2020 erfolgte binnen 2 Tage der Abriss des alten Turms und der Bau des neuen Turms Donau am Berg welcher am 11. September 2020 fertiggestellt worden ist. Die Baukosten betrugen 330.000 Euro, wovon 60 % aus dem EU-Maßnahmenprogramm LEADER stammen.

## Architektur
Ein rund 100 Meter langer Zugangssteg, welcher dem Verlauf der Donau von Aschach nach Schlögen nachempfunden ist, führt zum Aufstieg des 26 Meter hohen Holzturmes. 103 Stufen führen auf die 6 × 4 Meter große Aussichtsplattform. Für den Bau wurden 5500 kg Stahl, 7000 Schrauben und Bolzen sowie 100 m³ Holz benötigt.

## Ausblick
Von der Aussichtsplattform hat man einen Rundumblick auf das Mühlviertel, den Sauwald und Böhmerwald sowie die Alpen vom Ötscher über den Traunstein (Berg) bis zum Watzmann.